# Another Story (Fiction Factory)
Another Story è il secondo album in studio del gruppo musicale britannico Fiction Factory, pubblicato nel 1985.

## Tracce
1. Another Story – 2:45
2. Standing on the Top of the World – 4:01
3. Not the Only One – 4:02
4. All for You – 3:11
5. Lose Your Heart in Nature – 4:13
6. No Time – 3:33
7. The Powder Room – 3:37
8. Make Believe – 3:18
9. Time is Right – 4:05
10. Victoria Victorious – 3:33

Tracce bonus CD tedesche
1. Not the Only One (Long Version) – 6:11
2. Let Me Be a Part – 3:02